# (12237) Coughlin
(12237) Coughlin (1987 HE) – planetoida z grupy pasa głównego asteroid okrążająca Słońce w ciągu 3,48 lat w średniej odległości 2,29 j.a. Odkryta 23 kwietnia 1987 roku.